# San Mango d'Aquino
San Mango d'Aquino (anticamente Santo Mango, Santu Mangu o Sammàngu in calabrese) è un comune italiano di 1 386 abitanti della provincia di Catanzaro in Calabria.
Sorge su una collina nella bassa valle del fiume Savuto, al confine con la provincia di Cosenza.

## Geografia fisica

### Territorio
San Mango sorge sul versante di una collina litoranea che scende verso il fiume Savuto e che si affaccia sul mar Tirreno, con terreni di natura argillosa, e confina con Martirano Lombardo, Nocera Terinese e Cleto. L'abitato è a circa 460 metri di altezza sul livello del mare. Il paese ha una superficie di circa 7 km quadrati. Il territorio comunale è compreso tra 48 e 1.100 metri di altitudine e le cime più alte sono il Corvo (m. 1.100), il Servino (m. 959), il Vetriolo (m. 668) ed il Costanzo (m. 621). I corsi d'acqua, oltre il Savuto – che per un tratto segna il confine tra le province di Catanzaro e di Cosenza – sono il Casale (chiamato pure Garice o Gavice) ed il torrente Giurio, a nord, che delinea parte del confine con Martirano.

### Clima
Il clima è mediterraneo, con temperature elevate in estate e inverni miti, con precipitazioni concentrate nei mesi invernali e neve molto rara. Per questo i fiumi che attraversano il territorio presentano una portata d'acqua diversa per ogni stagione. Nei mesi invernali le condizioni meteorologiche registrano spesso tempo umido e, a volte, raffiche di vento.

## Origini del nome
Il primo nome del paese è stato “Muricello”, poi “Casale nuovo” e infine “Santo Mango”.
Le varie denominazioni sono riportate in tutte le fonti classiche, e trovano riscontro in altri importanti documenti, fra i quali l'atto di erezione della parrocchia, stipulato nel 1648 e consultabile presso l'archivio vescovile di Tropea, ed i registri parrocchiali, che partono dal 1653 e sono conservati nell'archivio di San Mango.
Il feudatario Luigi d'Aquino aveva voluto così ricordare il feudo posseduto dal padre, Tommaso d'Aquino principe di Santo Mango nel Cilento, prima che la famiglia si trasferisse in Calabria, dove l'altra figlia di Tommaso, Laura, aveva sposato nel 1628 il congiunto Cesare d'Aquino, secondo principe di Castiglione, conte di Martirano e signore di Nicastro.
Il toponimo “San Mango” era una denominazione molto diffusa, all'epoca. Esso ci riporta a S. Magno, un pagano vissuto nel III secolo, il quale donò i beni ai poveri e si convertì al Cristianesimo; diventato vescovo di Trani, fu perseguitato dai soldati dell'imperatore romano e visse a Fondi, Aquino, Sora e Pico; morì martirizzato nel 252.
Sulle carte geografiche, la denominazione attuale appare sotto il dominio di Napoleone ed è riportata nell'Atlante Geografico del Regno di Napoli pubblicato nel 1812. Prima di questa data, il paese è indicato con il nome “Savuto”, mentre l'attuale centro storico di Savuto è identificato con il nome di “Pietra piana”.
La denominazione attuale è riscontrabile pure all'interno della chiesa madre, dove è conservata la statua di san Tommaso d'Aquino, protettore del paese: ai piedi del simulacro, che risale al 1717, si possono leggere ancora oggi le parole: “Universitas Sancti Manghi””.
Finito il Risorgimento e proclamato il Regno d'Italia, il Governo aggiunge al nome “San Mango” la parola “d'Aquino”,  per distinguere il comune dagli altri San Mango delle altre province del Regno.

## Storia

### Il luogo
Il luogo dove sorge oggi San Mango si trova all'interno di un'area di grande importanza dal punto di vista storico e archeologico, dove, nell'antichità, sono vissute diverse stirpi di uomini; il territorio è attraversato da un'importante arteria romana (Popilia/Annia), ed il tratto di strada riguardante San Mango è ricordato dagli anziani come la “Via del Carruggiu”. Per molti secoli il territorio è stato aggregato ad alcune terre dell'odierna provincia di Cosenza, riunito sotto un'unica dipendenza: una commenda religiosa. E “suolo di un'antica commenda” è definito il territorio di Savuto (e quindi anche quello di San Mango) in un documento del 1829. Nel corso del Medioevo il territorio subisce il dominio di diversi feudatari e nel 1591 viene acquistato da Carlo d'Aquino, esponente di una delle più illustri famiglie nobili italiane, una fra le sette grandi Case del Regno di Napoli.

### La fondazione
San Mango d'Aquino viene fondata nella prima metà del Seicento da un ramo cadetto del Casato d'Aquino, una famiglia che ha dato i natali a san Tommaso d'Aquino, dottore della Chiesa.
Nel 1646 sono concessi i Capitoli (che regolano i rapporti tra gli abitanti ed il feudatario), nel 1648 il vescovo di Tropea emette il decreto di erezione della chiesa e nel 1653 don Matteo Capilupo è il primo parroco del paese.
Dalla vecchia Fontana del Casale, attorno alla quale sono sorte le prime abitazioni, e dalle case sparse del fondo valle, il centro abitato si espande più in alto, nel rione dei Sacchi, mentre nuove famiglie, dopo aver abbandonato i luoghi di origine distrutti dal terremoto del 1638, costruiscono i rioni Serra e Carpanzano. Qualche anno dopo sorgono i rioni di S. Giuseppe e Castagnari, e nel giro di pochi anni il paese assume l'assetto urbanistico che si può notare ancora oggi.
Con la vendita di Savuto fatta dai d'Aquino nel 1717 a favore del barone Le Piane, il casale di San Mango si stacca dalle terre feudali della destra del fiume e diventa un centro autonomo, con un proprio parlamento e con organi amministrativi eletti secondo le leggi del tempo. Gli abitanti passano da poco meno di 250 nel 1674 a 628 nel 1705, fino a superare quota mille nel 1764.

### Prima dell'Unità d'Italia
Il Settecento è, complessivamente, un secolo di crescita e di sviluppo economico e sociale. Cereali, olio, vino e frutta secca sono i principali prodotti agricoli; da segnalare pure la produzione di carbone, mentre nelle case si pratica con profitto la coltivazione del baco da seta. Il ceto più numeroso sono i contadini, affiancato da una forte presenza di attività artigianali e di mestieri: barbieri, sarti, calzolai, muratori, falegnami. Il paese si sviluppa per tutto il Settecento e vive momenti difficili a causa dell'usurpazione di alcuni terreni demaniali da parte di signorotti locali.
Dopo l'abolizione del feudalesimo all'inizio dell'Ottocento, San Mango vive un periodo di divisioni, vendette, uccisioni e scontri legati prevalentemente alle usurpazioni, destinate a divenire territori demaniali.
Questi avvenimenti si intrecciano con i moti risorgimentali: sede di una delle più antiche rivendite carbonare della Calabria (non lontana dalla presunta prima loggia massonica italiana di Girifalco), San Mango partecipa ai moti del Risorgimento. Quando Garibaldi nel 1860 consegna il Regno delle Due Sicilie a Vittorio Emanuele II, il paese esce dalla spirale di violenza e diventa San Mango d'Aquino.

### Dopo l'Unità d'Italia
Dopo l'Unità d'Italia, il paese alimenta il flusso migratorio verso le Americhe.
Danneggiato dai terremoti del 1905 e del 1908, il centro storico si arricchisce di nuove abitazioni grazie alle rimesse degli emigrati ed al ritorno di alcuni, i cosiddetti americani.
Nel 1876 è costruita la strada rotabile che da San Mango porta al Bivio Bagni attraverso Nocera, Falerna e Gizzeria, e lo stesso anno viene impiantata la rete telegrafica.
Nel 1881 il censimento segna la cifra di 1 972 abitanti ed in questo periodo viene pure istituita la Fiera della Croce del Mulino. Nel 1890 è terminato il primo nucleo del cimitero. Nel 1905 si lavora alle sorgenti alla Montagna e sorgono le fontane pubbliche nei rioni di Carpanzano, Croce del Mulino, San Giuseppe, Piazza, Sacchi, Castagnari e Arella. Nel 1911 la popolazione arriva a 2 241 abitanti. Nel 1907 è fondata la “Società Agricola Cattolica di Mutuo Soccorso”.
Durante il Fascismo la strada Bivio Bagni-San Mango viene prolungata fino a Martirano; nonostante l'emigrazione, la popolazione arriva a 2 249 abitanti. Ma la ricerca di migliori condizioni di vita porta la gente ad emigrare, ed il flusso di partenze spinge il paese verso un inevitabile declino economico e demografico.
Nel 1926 alcune famiglie di emigrati fondano a Scranton (Pennsylvania) la “San Mango d'Aquino Society” e nel 1930, con il contributo di questi emigrati, viene eretto in piazza Roma il Monumento ai Caduti in Guerra.

### In tempi recenti
La fine della Seconda guerra mondiale trova il paese in condizioni di estrema povertà e la miseria spinge la popolazione a riprendere la via dell'emigrazione. Nel 1987 a Winnipeg (Manitoba, Canada) è fondata la “Società San Mango d'Aquino”, un sodalizio che raggruppa centinaia di emigrati.
Con l'amministrazione comunale democristiana il paese comincia ad uscire dalla condizione di arretratezza: potenziata l'illuminazione pubblica, la luce elettrica arriva nelle campagne; sono costruiti l'acquedotto comunale, l'edificio scolastico, l'asilo infantile, le prime case popolari; viene ingrandito il cimitero; l'ampliamento e l'ammodernamento della rete idrica e fognaria portano l'acqua e migliori servizi igienici in tutte le case.
Nel 1968 inizia un periodo di cambiamento che investe l'intera società. L'amministrazione comunale democristiana è sostituita da una lista civica che due anni dopo si riconosce nel Partito Socialista Italiano, e prende avvio una serie di amministrazioni socialiste che durano trentacinque anni e che realizzano un vasto programma di opere pubbliche, culminato con l'apertura dello svincolo sull'autostrada Salerno-Reggio Calabria.
Lo svincolo autostradale contribuisce a far uscire il paese dall'isolamento, ma la fase di benessere materiale vissuta negli ultimi anni del Novecento non arresta l'esodo delle famiglie: San Mango d'Aquino tra il 1951 ed il 2008 perde circa 650 abitanti.

### Simboli
Lo stemma e il gonfalone del comune di San Mango d'Aquino sono stati concessi con decreto del presidente della Repubblica del 19 gennaio 1966.

## Società

### Evoluzione demografica
Abitanti censiti

## Cultura
Nel comune di San Mango d'Aquino dal 2013 si svolge il Premio Muricello, rassegna culturale ideata e curata dal giornalista Antonio Chieffallo che premia le personalità calabresi che si siano distinte per battaglie civili, sociali e culturali. Il Premio dal 2022 presenta anche una sezione dedicata esclusivamente alla letteratura. Al Premio Muricello e alla associazione omonima è legata la costituzione, nel 2024, della Biblioteca degli scrittori calabresi “Nuccio Ordine”.

## Infrastrutture e trasporti
San Mango d'Aquino è collegata con l'Autostrada A2 del Mediterraneo tramite la strada provinciale 95, che conduce all'omonimo svincolo. Inoltre il paese è attraversato dalla strada provinciale 93 che porta a Nocera Terinese e Martirano Lombardo.

## Amministrazione
| Periodo          | Periodo          | Primo cittadino     | Partito                                   | Carica                    | Note |
| ---------------- | ---------------- | ------------------- | ----------------------------------------- | ------------------------- | ---- |
| 6 giugno 1993    | 27 aprile 1997   | Pietro Moraca       | Partito Socialista Italiano               | sindaco                   |      |
| 27 aprile 1997   | 13 maggio 2001   | Leopoldo Chieffallo | lista civica                              | sindaco                   |      |
| 13 maggio 2001   | 29 aprile 2005   | Leopoldo Chieffallo | lista civica di centro-sinistra           | sindaco                   |      |
| 29 aprile 2005   | 29 maggio 2006   |                     |                                           | commissario straordinario |      |
| 29 maggio 2006   | 14 novembre 2007 | Vincenzo Buoncore   | lista civica I socialisti                 | sindaco                   |      |
| 14 novembre 2007 | 14 aprile 2008   |                     |                                           | commissario straordinario |      |
| 14 aprile 2008   | 27 maggio 2013   | Vincenzo Buoncore   | lista civica                              | sindaco                   |      |
| 27 maggio 2013   | 10 giugno 2018   | Leopoldo Chieffallo | lista civica Insieme per il futuro        | sindaco                   |      |
| 10 giugno 2018   | 16 maggio 2023   | Luca Marrelli       | lista civica Volare verso il futuro       | sindaco                   |      |
| 16 maggio 2023   | in carica        | Gianmarco Cimino    | lista civica Futuro Adesso-San Mango 2030 | sindaco                   |      |